# Mirmecofilia

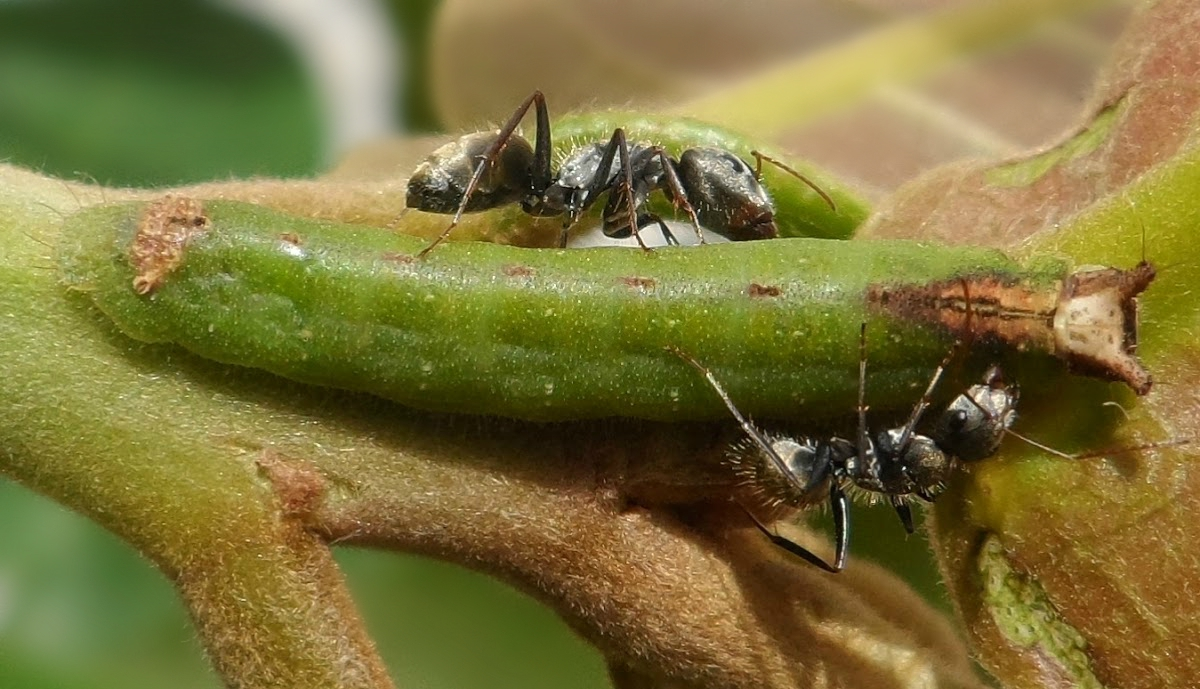
Formigas Camponotus cuidando de larva de Synargis calyce

Mirmecofilia significa literalmente adoração de formigas e refere-se às associações de mutualismo com formigas, apesar de no seu uso mais geral este termo poder também referir-se a relações comensais ou até parasíticas.
Um mirmecófilo é um organismo que vive em associação com formigas. São animais “amigos das formigas”, ou seja, que estabelecem com elas relações de cooperação. Um exemplo são as lagartas mirmecófilas que são criadas por algumas formigas. Estas levam-nas a “pastar” durante o dia e recolhem-nas ao formigueiro à noite. Por outro lado, as lagartas têm uma glândula que segrega um líquido doce que as formigas consomem e, para o obterem, massageiam o local onde está a saída da glândula.
Os mirmecófilos podem ter vários papéis na colónia de formigas hospedeira. Muitos consomem resíduos nos ninhos, como formigas mortas, larvas mortas, ou fungos que crescem no ninho. Alguns mirmecófilos, porém, alimentam-se da comida armazenada pelas formigas e alguns poucos comem os ovos das formigas, as suas larvas e pupas. Outros beneficiam as formigas fornecendo-lhes uma fonte de alimento. Muitas relações mirmecófilas são obrigatórias, no sentido de que um dos participantes necessita a relação para a sua sobrevivência. Outras associações são facultativas, beneficiando um ou ambos os participantes mas sem serem necessárias à sua sobrevivência.

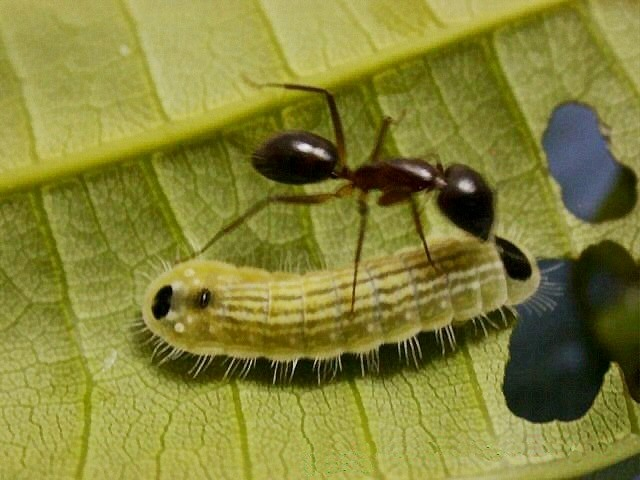
Um formiga cuidando de uma lagarta de uma borboelata da família Lycaenidae.

As associações mirmecófilas são mais bem conhecidas nas borboletas da família Lycaenidae. Muitas lagartas desta família produzem néctar através de órgãos especializados e comunicam com as formigas por meio de som ou vibrações. Crê-se que a associação com as formigas reduza a parasitização das lagartas das borboletas.
Existem escaravelhos mirmecófilos nas famílias Cholevidae, Pselaphidae, Staphylinidae e Ptiliidae. Associações deste tipo ocorrem também com vários outros insectos como os afídeos, bem como no género Microdon das moscas-das-flores  e em vários outros grupos de moscas.
Alguns ácaros e aranhas são também mirmecófilos, particularmente alguns ácaros oribatídeos, que se descobriu serem mirmecófilos obrigatórios.
Outros grupos mirmecófilos incluem:
- Coleoptera, como a joaninha Thalassa saginata
- Orthoptera, como o grilo Myrmecophilus kinomurai
- Diptera, como a mosca Clitellaria obtusa
- Moluscos, como o Allopeas myrmekophilos[8]

## Veja Também
- Zoofilia (polinização)
- Mimetismo de formigas